# Bastide du Roy
La bastide du Roy est un domaine construit à la fin du XVIe siècle se situant à Antibes, en France.

## Situation géographique
La Bastide du Roy se trouve au 3055 avenue Michard-Pellissier, près de l’avenue Jules-Grec à Antibes.

## Historique
En 1604, Henri IV achète le château d’Antibes et son fief. En 1608, soit deux ans avant son assassinat, il reçoit en cadeau la "Bastide Roy", domaine de 600 m2 ayant probablement servi de métairie ou de ferme au service des terres royales. En 1779, alors que Louis XV en avait hérité au début de son règne, la demeure est vendue à la commune d’Antibes. Il est constaté dans un acte daté de 1840 que la Bastide Roy a été renommée depuis la Bastide du Roy et que son propriétaire est un cultivateur, Dominique Mouttet.

### Famille Lanvin-Polignac
En 1924, Jeanne Lanvin, célèbre couturière parisienne et créatrice de la maison de couture éponyme, rachète le domaine à sa propriétaire de l'époque, la comtesse de Miramon-Fargues. Il s’agit d'un cadeau de noce pour sa fille Marie-Blanche et son second époux, le comte Jean de Polignac.
Entre 1927 et 1929, le couple entreprend de grands travaux de la bastide. L’architecte Louis Süe se lance dans la restauration de la bâtisse en 1927. La même année, l’architecte-paysager de Versailles Jean-Claude-Nicolas Forestier débute une restauration de deux ans des espaces verts du domaine. Le résultat est un ensemble de sept jardins arborés s'inspirant d'un parc d'agrément de l'arrière pays provençal au XVIIIe siècle. On retrouve ainsi un jardin dit "jaune et blanc" ou "espagnol", un théâtre de verdure, un grand parterre géométrique, un mail planté de tilleuls, un parterre de santolines, un escalier bordé de cyprès et une terrasse d'honneur. Il s'agit de l'une des dernières œuvres de Forestier, ainsi que son unique création en région Provence-Alpes-Côte d'Azur. L’ensemble des jardins représente une surface de 7 hectares, où sont plantés 365 oliviers et où sont installés quatre points d'eau représentant les quatre points cardinaux.
Pendant leur séjour, le comte et la comtesse transforment, comme le dira le cousin du comte, le prince Louis de Polignac, la Bastide du Roy en un véritable centre intellectuel et artistique et accueillent dans leur demeure de nombreuses personnalités comme Jean Cocteau, Colette, Francis Poulenc ou encore François Mauriac.

### Autres séjours célèbres
En 1971, le domaine est loué le temps d'une saison à Bianca et Mick Jagger. Cette année là, les Rolling Stones vont enregistrer leur album Exil on main Street, entre la Bastide du Roy et la Villa Nellcote de Villefranche-sur-mer.
L’artiste-sculpteur César y réside également quatre ans à la fin des années 1980, rejoint durant son séjour, en 1989, par le célèbre antiquaire Jean Gismondi alors qu’il a fermé sa galerie antiboise éponyme trois ans auparavant.

### Postérité
Si Divina Gismondi, la fille de Jean Gismondi, a rouvert la galerie de son père en 2009, cinq ans avant son décès, c’est accompagné de sa sœur Sabrina Gismondi qu’elle transforme ensuite la Bastide du Roy en un lieu privé dédié à l'événementiel.

## Protection du patrimoine
La Bastide du Roy intègre la liste des Monuments Historiques protégés, avec une inscription par arrêté du 6 juin 1988 de ses façades et de ses toitures, et un classement par arrêté du 8 février 1990 de ses jardins.